# 並
| ウィキペディアには「並」という見出しの百科事典記事はありません（タイトルに「並」を含むページの一覧/「並」で始まるページの一覧）。 代わりにウィクショナリーのページ「並」が役に立つかもしれません。 |